# Grimbald
Grimbald – imię pochodzenia germańskiego, oznaczające "stanowczy władca". Wśród patronów – św. Grimbald, opat benedyktyński.
Grimbald imieniny obchodzi 29 września.